# Ana Bacalhau
Ana Sofia Bacalhau es una cantante portuguesa, nacida el 5 de noviembre de 1978 en Lisboa. Se hizo famosa como la voz de Deolinda, inspirada por el fado y sus orígenes.

## Profesión
Se graduó en Lenguas y Literaturas Modernas, en los idiomas portugués e inglés, también es licenciada en Bibliotecología.
Desempeñó su profesión como archivera hasta marzo de 2009, cuando la abandonó para dedicarse profesionalmente al grupo Deolinda.

## Carrera musical
Fue vocalista del grupo Lupanar la cual fue su primera agrupación musical y de la que fue miembro fundador el año 2001. Con este mismo grupo, grabó un CD y participó en un álbum tributo a Carlos Paredes. En paralelo con esto el año 2005 formó un trío de jazz y blues llamado Tricotismo. Pasado el año 2006 abandonó ambas agrupaciones para formar parte de Deolinda, agrupación con la que se haría reconocida. El Año 2017 lanzó su primer disco en solitario llamado Nome Própio.
Desde el año 2007 está casada con el bajista José Pedro Leitão, que también pertenece al grupo de Deolinda.

## Discografía

### Solista
- 2017: Nome Própio

### Sencillos
- 2020: Memória
- 2019: O erro mai bonito ft. Diogo Piçarra

### Colaboraciones
- Anaquim - 2010: O meu coração ft. Ana Bacalhau
- Varios Artistas - 2019: Canções de Roda, Lenga Lengas e Outras que Tais.
- Varias Artistas - 2013: One Woman: A song for UN Woman

## Proyectos

### Agrupaciones
- Deolinda (2006-presente)
- Tricotismo (2005-2006)
- Lupanar (2001-2006)

### En Solitario
- 2018: Libro Desafiar Estereótipos